# Schardam
Schardam est un village néerlandais situé dans la commune d'Edam-Volendam, en province de Hollande-Septentrionale.

## Géographie
Le village est situé dans le nord de la commune, sur la rive du Markermeer.

## Histoire
Schardam est une commune à part entière jusqu'en 1854, date à laquelle elle est intégrée à la commune de Beets, puis en 1970 dans celle de Zeevang, qui fusionne en 2016 avec Edam-Volendam.

## Démographie
Le 1er janvier 2018, le village compte 110 habitants.